# بین واقعیت‌ها و هنجارها
بین واقعیت‌ها و هنجارها (به انگلیسی: Between Facts and Norms) و (به آلمانی: Faktizität und Geltung) کتابی است در مورد سیاست مشورتی که در سال ۱۹۹۲ توسط فیلسوف سیاسی آلمانی، یورگن هابرماس نوشته شده‌است. نقطه اوج پروژه‌ای که هابرماس با «دگرگونی ساختاری حوزه عمومی» در سال ۱۹۶۲ آغاز کرد، بیانگر یک عمر اندیشه سیاسی در مورد ماهیت دموکراسی و قانون است.

## چکیده و پس‌زمینه
«بین واقیعت‌ها و هنجارها» (با تکیه بر نظریه کنش ارتباطی نویسنده که اولین بار در سال ۱۹۸۱ منتشر شد) بازسازی اصلی فلسفه زبان را ارائه می‌دهد، نظریه‌ای از فقه، درک نظریه قانون اساسی، تاملاتی در جامعه مدنی و دموکراسی و تلاش برای ساخت پارادایم جدیدی از سیاست ولی بدون حذف جامعه مدنی سنت لیبرال است. در قلب کتاب، بازنگری رابطه فلسفه قانون و نظریه سیاسی است.
هابرماس در این کتاب که به سبب «اخلاق گفتمان» خود برای اولین بار در سال ۱۹۹۰ مطرح شد، تلاش می‌کند تا مفاهیم سیاسی، حقوقی و نهادی نظریه خود را ترسیم نماید و ادعا کند اخلاق گفتمان باید تکمیل شود. توسط یک نظریه جامعه‌پذیری که نهادسازی آن را توجیه می‌کند. (اخلاق گفتمان تلاش هابرماس برای تبیین ماهیت جهانی و  اجباری اخلاق با برانگیختن تعهدات جهانی عقلانیت ارتباطی است.)
هابرماس مدعی است قانون نخستین وسیله انسجام اجتماعی در جامعه مدرن است و قدرتی است که افراد را به اطاعت وادار می‌کند. از آنجایی که قدرت به تنهایی نمی‌تواند در جامعه مدرن به خودش مشروعیت بدهد، قانون اعتبار خود را از رضایت حکومت شوندگان می‌گیرد.
هابرماس با ایجاد تمایز بین اخلاقیات و اخلاق، منتقدان خود را در مورد نقش قانون نیز همراهی می‌کند. او استدلال می‌کند در فرهنگ کثرت‌گرای مدرن، مسایل هنجاری باید از مسایل زندگی خوب جدا شود. تنها زمانی سنت‌های اخلاقی مختلف با یکدیگر در تضاد قرار می‌گیرند، همان‌طور که در فرهنگ کثرت‌گرای مدرن ناگزیر است، مسایل هنجاری مطرح می‌شود که پیامدهایی برای همه دارد. در پارادایم مشورتی هابرماس، قانون تنها از طریق صدای جهانی دموکراسی، جامعه را تثبیت می‌کند.
«بین واقعیت‌ها و هنجارها» با پیشنهادی برای پارادایم جدیدی از قانون به پایان می‌رسد که فراتر از دوگانگی‌ها است که نظریه سیاسی مدرن از بدو پیدایش آ «را تحت تأثیر قرار داده‌است و هنوز هم زیربنای مناقشات کنونی بین دو اصطلاح لیبرالها با  جمهوریخواهان است.